# كنيسة ألبانيا القوقازية

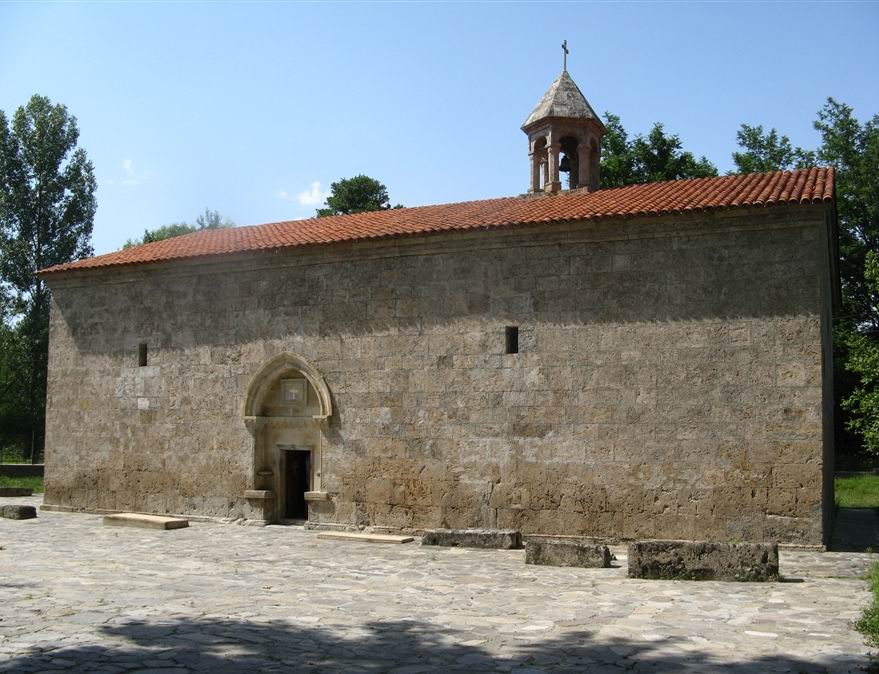
كنيسة ألبانية قوقازية في نيج؛ أذربيجان.

الكنيسة الرسولية الألبانية أو كنيسة ألبانيا القوقازية هي كنيسة قديمة ومستقلة، تنتمي إلى فرع من الأرثوذكسية المشرقية وهي جزء من كنيسة الأرمن الأرثوذكس في ظل القيادة الروحية للكنيسة الأرمنيّة؛ ويعود أصول هذه الكنيسة إلى القرن الخامس إلى عام 1830 وكان مركزها في ألبانيا القوقازية، وهي منطقة تقع معظمها في الوقت الحاضر في أذربيجان. وهي واحدة من أقدم مواطن الكنائس المسيحية.
يتواجد أغلب أتباع كنيسة ألبانيا القوقازية في أذربيجان وهم في الغالب من عرقيّة الأودي وهي من بين اقدم شعوب القوقاز و احتفظوا بتقاليدهم ولغتهم التي تعود إلى عهد ولاية ألبانيا القوقازيَّة الرومانيَّ، وتتراوح أعداد هذا المجتمع المسيحي ما بين 6,0000-10,0000 نسمة؛ وتعتبر قرية نيج في أذربيجان المركز الديموغرافي والحضاري والثقافي لعرقيّة الأودي المسيحيّة.